# Corydoras metae
Corydoras metae is een straalvinnige vissensoort uit de familie van de pantsermeervallen (Callichthyidae). De wetenschappelijke naam van de soort is voor het eerst geldig gepubliceerd in 1914 door Eigenmann.

## Verspreidingsgebied
De soort komt voor in de Meta in Colombia.